# Przybin
Przybin (deutsch Sophienhof) ist ein kleines Dorf in der polnischen Woiwodschaft Pommern. Es gehört zur Gemeinde Czarna Dąbrówka (Schwarz Damerkow) im Powiat Bytowski (Kreis Bütow).
Przybin liegt einen Kilometer nordwestlich von Mikorowo (Mickrow) entfernt an einer Nebenstraße, die Chlewnica (Karlshöhe) an der polnischen Landesstraße 6 (ehemalige deutsche Reichsstraße 2, heute auch Europastraße 28) mit Kozin (Kosemühl) an der Woiwodschaftsstraße 212 (Teilstück der ehemaligen Reichsstraße 158) verbindet. Eine Bahnanbindung besteht nicht.
Das frühere Sophienhof war bis 1945 eine Ortschaft der Gemeinde Mickrow (Mikorowo). Es gehörte zum Landkreis Stolp (Słupsk) im Regierungsbezirk Köslin (Koszalin) in der preußischen Provinz Pommern. Seit 1945 ist Sophienhof mit dem Namen Przybin polnisch und gehört zur Gmina Czarna Dąbrówka im Powiat Bytowski in der Woiwodschaft Pommern (1975 bis 1998 Woiwodschaft Słupsk).